# 9657 Učka
9657 Učka là một tiểu hành tinh vành đai chính với chu kỳ quỹ đạo là 2032.7328716 ngày (5.57 năm).
Nó được phát hiện ngày 24 tháng 2 năm 1996.